# Varicorhinus xyrocheilus
Varicorhinus xyrocheilus är en fiskart som beskrevs av Tweddle och Skelton, 1998. Varicorhinus xyrocheilus ingår i släktet Varicorhinus och familjen karpfiskar. Inga underarter finns listade i Catalogue of Life.